# (500) Selinur
(500) Selinur – planetoida z pasa głównego asteroid okrążająca Słońce w ciągu 4 lat i 83 dni w średniej odległości 2,61 j.a. Została odkryta 16 stycznia 1903 roku w Landessternwarte Heidelberg-Königstuhl w Heidelbergu przez Maxa Wolfa. Nazwa planetoidy pochodzi od bohaterki noweli Auch Einer Friedricha Theodora Vischera. Przed jej nadaniem planetoida nosiła oznaczenie tymczasowe (500) 1903 LA.